# مایک هاثورن
مایک هاثورن (انگلیسی: Mike Hawthorn ؛ ۱۰ آوریل ۱۹۲۹ – ۲۲ ژانویهٔ ۱۹۵۹) اتومبیل‌ران فرمول ۱ اهل بریتانیا بود.